# Takashi Fukunishi
Takashi Fukunishi (福西 崇史 Fukunishi Takashi?,  n. Niihama, Ehime, el 1 de septiembre de 1976) es un exfutbolista japonés. Jugaba de mediocampista y su último equipo fue el Tokio Verdy.

## Honores y premios

### Individuales
J-League Best Eleven: 1999, 2001, 2002, 2003

### Con el equipo
campeón AFC Asian Cup : 2004
campeón AFC Champions League : 1999
campeón Asian Super Cup : 1999
campeón J1 League : 1997, 1999, 2002

- Datos: Q467210
- Multimedia: Takashi Fukunishi / Q467210